# Монплезирский сад
Монплезирский сад — прямоугольный в плане регулярный сад, разбитый перед южным фасадом Монплезира в Петергофе.
Сад разделён на четыре партера двумя пересекающимися накрест аллеями. В каждом из партеров расположены одинаковые по рисунку цветники, в центре которых находятся фонтаны-колокола; ещё один фонтан, «Сноп», расположен на пересечении аллей в центре сада.
Планировка сада была сделана в 1714—1716 годах по чертежу на основе эскиза Петра I. Партеры были окаймлены самшитом, по краям сада высадили липы, клёны и каштаны, с трёх сторон была сделана трельяжное ограждение. В саду стояли 24 свинцовые гермы, по углам стояли свинцовые золочёные фигуры, в саду высаживались луковичные цветы и душистые травы.
Распоряжение о создании в саду фонтанов (центрального и четырёх, использующих уже существующие статуи) было отдано в 1721 году). К 1723 году все фонтаны уже работали, земля вокруг их бассейнов была выстлана цветным клинкерным кирпичом, параллельно ограде до шутих-диванчиков были сделаны парные берсо. Перед Монплезиром были установлены солнечные часы на мраморном пьедестале, у входа стояли две поясные скульптуры из свинца.
На месте Екатерининского корпуса был расположен огород с теплицами.
В 1738—1739 годах газоны вокруг фонтанов были превращены из газонов с цветочными рабатками в пышные цветники с рисунком в стиле барокко, взятым из увража д’Аржанвиля и Леблона, который Пётр I передал М. Г. Земцову в октябре 1724 года. С 1760-х годов стриженые шпалеры стали уменьшаться, пока не исчезли, были посажены дубы, которые затенили сад. В 1780-х годах вместо берсо появились ряды лип.
Планировка сада в целом сохранилась после Великой Отечественной войны, первая часть реставрации прошла в 1951 году. Ковровый цветник был воссоздан по рисунку неизвестного русского архитектора начала XVIII века.
Солнечные часы, утраченные в войну, были установлены в саду после воссоздания 14 октября 2001 года. В качестве пьедестала использован схожий с оригинальным пьедестал из Нижнего сада Ораниенбаума.